# Оврље
Оврље је насељено место у саставу општине Оток, Сплитско-далматинска жупанија, Република Хрватска.

## Историја
До територијалне реорганизације у Хрватској налазило се у саставу старе општине Сињ.

## Становништво
На попису становништва 2011. године, Оврље је имало 190 становника.
| Број становника по пописима | Број становника по пописима | Број становника по пописима | Број становника по пописима | Број становника по пописима | Број становника по пописима | Број становника по пописима | Број становника по пописима | Број становника по пописима | Број становника по пописима | Број становника по пописима | Број становника по пописима | Број становника по пописима | Број становника по пописима | Број становника по пописима | Број становника по пописима |
| --------------------------- | --------------------------- | --------------------------- | --------------------------- | --------------------------- | --------------------------- | --------------------------- | --------------------------- | --------------------------- | --------------------------- | --------------------------- | --------------------------- | --------------------------- | --------------------------- | --------------------------- | --------------------------- |
| 1857                        | 1869                        | 1880                        | 1890                        | 1900                        | 1910                        | 1921                        | 1931                        | 1948                        | 1953                        | 1961                        | 1971                        | 1981                        | 1991                        | 2001                        | 2011                        |
| 151                         | 0                           | 0                           | 246                         | 259                         | 136                         | 0                           | 205                         | 221                         | 215                         | 226                         | 199                         | 238                         | 222                         | 214                         | 190                         |

Напомена: У 1869., 1880. и 1921. подаци су садржани у насељу Оток. До 1931. исказивано као део насеља.

### Попис1991.
На попису становништва 1991. године, насељено место Оврље је имало 222 становника, следећег националног састава:
| Попис 1991.‍ | Попис 1991.‍ | Попис 1991.‍ | Попис 1991.‍ | Попис 1991.‍ |
| ----------- | ----------- | ----------- | ----------- | ----------- |
|             |             |             |             |             |
| Хрвати      | Хрвати      |             | 220         | 99,09%      |
| Руси        | Руси        |             | 1           | 0,45%       |
| непознато   | непознато   |             | 1           | 0,45%       |
| укупно: 222 |             |             |             |             |